# Guadalupe, Teopisca
Guadalupe är en ort i Mexiko.   Den ligger i kommunen Teopisca och delstaten Chiapas, i den sydöstra delen av landet, 800 km öster om huvudstaden Mexico City. Guadalupe ligger 2 112 meter över havet och antalet invånare är 317.
Terrängen runt Guadalupe är kuperad åt nordost, men åt sydväst är den bergig. Runt Guadalupe är det ganska tätbefolkat, med 104 invånare per kvadratkilometer. Närmaste större samhälle är Teopisca, 7,2 km sydost om Guadalupe. I omgivningarna runt Guadalupe växer huvudsakligen savannskog.